# 驻巴林外交机构列表

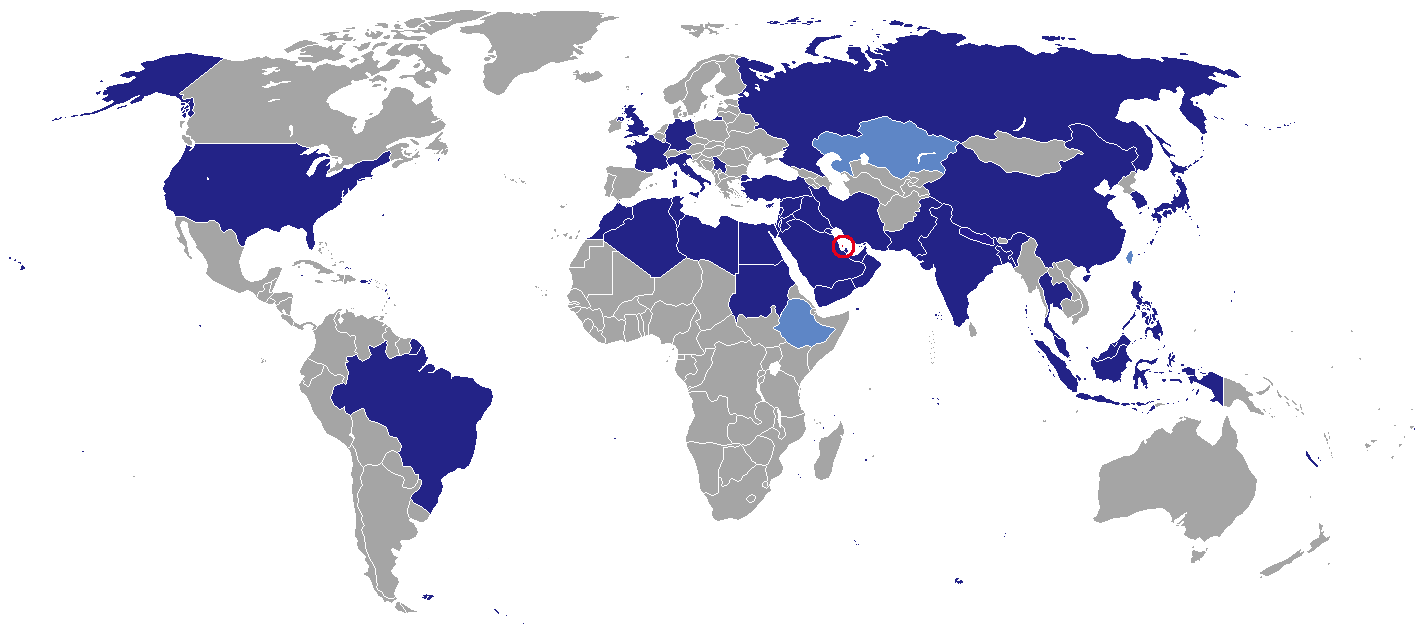
在巴林设有使馆的国家地图

巴林首都麦纳麦共有38个国家的大使馆。

## 大使馆
在麦纳麦设有大使馆的国家：
| - 阿尔及利亚 - 中华人民共和国 - 埃及 - 法國 - 德国 - 印度 - 印度尼西亞 - 伊拉克 - 義大利 - 日本 - 约旦 - 科威特 - 黎巴嫩 - 利比亞 - 马来西亚 - 摩洛哥 | - 尼泊尔 - 阿曼 - 巴基斯坦 - 巴勒斯坦 - 菲律賓 - 俄羅斯 - 沙烏地阿拉伯 - 塞内加尔 - 苏丹 - 叙利亚 - 斯里蘭卡 - 泰國 - 突尼西亞 - 土耳其 - 阿联酋 - 英国 - 美国 - 葉門 |

## 代表团
- 中華民國（臺灣）（駐巴林臺北貿易辦事處）
- 北賽普勒斯[1]

## 巴林境外
各国在下列城市的大使馆兼当驻阿塞拜疆代表机构。
| 利雅得 - 阿根廷 - 加拿大 - 科索沃 - 爱尔兰 - 墨西哥 - 秘魯 - 新加坡 - 坦桑尼亚 | 阿布扎比 - 亞美尼亞 - 智利 - 哥伦比亚 - 斐济 | 科威特城 - 波蘭 - 斯洛伐克 - 越南 | 开罗 - 巴拉圭 |

## 资料来源
- Accredited missions in the Kingdom[]

1. ↑  http://www.trncinfo.org/index.asp?page=358%5B%5D
2. ↑  . Bahrain News Agency. 4 April 2014  [4 April 2014]. （原始内容存档于2018-08-05）.
3. ↑  . tanzania.go.tz. Government of Tanzania.   [18 March 2015]. （原始内容存档于3 September 2014）.